# 酒向芳
酒向 芳（さこう よし、1958年11月15日 - ）は、日本の俳優。岐阜県出身。アニマ・エージェンシー所属。

## 来歴・人物
兄が1人、姉が3人、子供が1人（2023年時点で8歳）いることを公表している。
岐阜県立多治見工業高等学校窯業科、多摩芸術学園演劇科卒業。
文学座や青年座、無名塾を受験するも相次いで不合格となる。『上海バンスキング』を観て感動したことをきっかけにオンシアター自由劇場に入団。
退団後は自ら劇団を立ち上げるなどし、下積み時代が続く。その後、永井愛の二兎社に参加。
2018年の映画『検察側の罪人』での怪演で脚光を浴びる。役者のみで食えるようになったのは50歳になってからだという。

## 出演

### 映画
- 上海バンスキング（1988年）
- 埋もれ木（2005年）
- プラムレイン〜梅雨の街（2007年）
- ヘレンケラーを知っていますか（2007年） - 山口孝夫 役
- てぃだかんかん〜海とサンゴと小さな奇跡〜（2010年）
- 希望の国（2012年）
- ごくつまの恋（2013年）
- 戦争と一人の女（2013年）
- 体脂肪計タニタの社員食堂（2013年） - 小泉専務 役
- 龍三と七人の子分たち（2015年）
- FOUJITA（2015年）
- 海賊とよばれた男（2016年）
- 愚行録（2017年）
- 22年目の告白 -私が殺人犯です-（2017年） - 杉本慶治 役
- 嘘を愛する女（2018年）
- ちはやふる -結び-（2018年）
- 検察側の罪人（2018年） - 松倉重生 役
- ビブリア古書堂の事件手帖（2018年）
- キングダム（2019年） - 文官
- 見えない目撃者（2019年） - 高橋修作 役
- カイジ ファイナルゲーム（2020年） - 『最後の審判』挑戦者
- AI崩壊（2020年） - 岸謙作（副総理大臣） 役
- 劇場版 おいしい給食 Final Battle（2020年） - 渡田寛治校長 役
- Red（2020年） - 食堂の主人 役
- 唐人街探偵 東京MISSION（2021年 中国映画） - 犬童（いぬどう）役
- 燃えよ剣（2021年） - 外島機兵衛 役[4]
- 犬部!（2021年） - 秋田秀作 役
- あなたの番です 劇場版（2021年） - 早川教授 役
- ノイズ（2022年） - 横田昭一 役[5]
- 異動辞令は音楽隊!（2022年8月26日） - 沢田高広 役[6][7]
- 沈黙のパレード（2022年9月16日、東宝） - 増村栄治 役[8]
- ヘルドッグス（2022年9月16日、東映 / ソニー・ピクチャーズ エンタテインメント） - 阿内将 役[9]
- “それ”がいる森（2022年9月30日、松竹） - 岩村義男 役[10]
- バカ塗りの娘（2023年9月1日）
- 沈黙の艦隊（2023年9月29日、東宝） - 影山誠司 役[11]
  - 沈黙の艦隊 北極海大海戦（2025年9月26日公開予定、東宝）[12]
- 僕の名前はルシアン（2023年9月29日、Tokyomuse films合同会社） - 警察官 役[13]
- 隣人X 疑惑の彼女（2023年12月1日、ハピネットファントム・スタジオ） - 柏木紀彦 役[14]
- かくしごと（2024年6月7日、ハピネットファントム・スタジオ）[15]
- 怨泊 ONPAKU（2024年7月19日）[16]
- もしも徳川家康が総理大臣になったら（2024年7月26日、東宝） - 御子柴学 役[17]
- ラストマイル（2024年8月23日、東宝） - 刈谷貴教 役[18][19]
- ありきたりな言葉じゃなくて（2024年12月20日、ラビットハウス） - 藤田信次 役[20]
- 誰よりもつよく抱きしめて（2025年2月7日、アークエンタテインメント） - 水島正臣 役[21][22]
- 花まんま（2025年4月25日、東映） - 繁田仁 役[23][24]

### テレビドラマ
- 慶次郎縁側日記（2004年、NHK）
- ルームシェアの女（2005年、NHK）
- ハゲタカ 最終回「新しきバイアウト」（2007年、NHK） - リストラに怒り柴野・牛島に詰め寄る社員 役
- さすらい署長 風間昭平6（2007年、テレビ東京） - 佐伯勝正 役
- 監査法人（2008年、NHK） - 向島秀則 役
- トップセールス（2008年、NHK）
- オトコマエ!（2008年 - 2009年、NHK） - 与力・朝倉 役
- 所轄刑事5（2010年、フジテレビ） - 井上支店長 役
- 大河ドラマ（NHK）
  - 龍馬伝（2010年） - 枡屋虎吉 役
  - 軍師官兵衛（2014年） - 生駒親正 役
  - 青天を衝け（2021年） - 利根吉春 役
  - どうする家康（2023年） - 明智光秀 役[25]
- 弁護士 朝吹里矢子（2010年、フジテレビ） - 関守武 役
- 相棒（テレビ朝日）
  - Season10 第9話「あすなろの唄」（2011年） - 高松肇 役
  - Season17 第3話「辞書の神様」（2018年） - 和田利広 役[26]
- 連続テレビ小説（NHK）
  - 梅ちゃん先生（2012年）- 津川猛 役
  - 花子とアン（2014年） - 三郎 役
  - まれ（2015年） - 輪島市長 役
  - ひよっこ 第7回（2017年、NHK） - 出稼ぎ労働者 役
  - 半分、青い。（2018年、NHK） - 西村弘道 役
- 再捜査刑事・片岡悠介IV（2012年、テレビ朝日） - 山本博康 役
- 薄桜記（2012年、NHK BSプレミアム） - 斉藤宮内 役
- 鼠、江戸を疾る 第1シリーズ第1話（2014年、NHK） - 達造 役
- 妻たちの新幹線（2014年、NHK） - 篠原武司 役
- モザイクジャパン（2014年、WOWOW） - オオトモ 役
- 洞窟おじさん（2015年、NHK BSプレミアム） - 裁判長 役
- 新・牡丹と薔薇（2015年-2016年、フジテレビ） - 瀬尾徹馬 役
- 未解決事件 File.05 ロッキード事件（2016年、NHK） - 大久保利春 役
- 沈まぬ太陽（2016年、WOWOW）
- 楽園（2017年、WOWOW）
- デッドストック〜未知への挑戦〜 第1話（2017年、テレビ東京） - 間宮武雄 役
- 監査役野崎修平（2018年、WOWOW） - 谷田弘道 役
- イノセンス 冤罪弁護士 第2話（2019年、日本テレビ） - オブジェのおじさん 役
- 盗まれた顔 〜ミアタリ捜査班〜（2019年、WOWOW）
- 集団左遷!!（2019年4月 - 6月、TBS） - 宿利雅史 役
- 執事 西園寺の名推理2 第3話（2019年、テレビ東京） - 斉藤治 役
- それぞれの断崖（2019年、フジテレビ） - 大迫隆平 役
- おいしい給食（2019年） - 渡田寛治 役
- 八つ墓村（2019年、NHK BSプレミアム） - 諏訪弁護士 役
- 絶対零度〜未然犯罪潜入捜査〜 第2話（2020年、フジテレビ） - 河田英司 役
- 太陽は動かない -THE ECLIPSE- (2020年、WOWOW) -  周宇睿 役
- 陰陽師（2020年、テレビ朝日） - 平貞盛 役
- 美食探偵 明智五郎（2020年、日本テレビ） - 神無月政伸（内閣総理大臣） 役
- 大江戸もののけ物語（2020年、NHK BSプレミアム） - 魂さがし 役
- MIU404（2020年、TBS） - 刈谷貴教 役
- リコカツ（2021年、TBS） - 緒原正 役[27]
- 黒鳥の湖（2021年、WOWOW） - 谷岡総一郎 役
- ソロモンの偽証（2021年） - 風見隼人 役
- 最愛（2021年、TBS） - 渡辺昭 役[28]
- 逃亡医F（2022年1月15日 - 3月19日、日本テレビ） - 都波健吾 役[29]
- だから殺せなかった（2022年1月9日 - 2月6日、WOWOW） - 毛賀沢達也 役
- 雲霧仁左衛門5（2022年、NHK BSプレミアム） - 鬼子儀兵衛 役
- インビジブル（2022年4月15日 - 6月17日、TBS） - 塚地敬一 役[30][31]
- 新・信長公記〜クラスメイトは戦国武将〜（2022年7月24日 - 9月25日、日本テレビ）
- 岸辺露伴は動かない 第7話（2022年12月26日、NHK） - 神主・父親 役
- 夕暮れに、手をつなぐ（2023年1月17日 - 3月21日、TBS） - 丹沢博 役[32]
- unknown（2023年4月18日 - 6月13日、テレビ朝日） - 庭月源治 役[33]
- 連続ドラマW フィクサー Season1（2023年4月23日 - 5月21日、WOWOW） - 佐久田直紀 役[34][35]
- ああ、ラブホテル 〜秘密〜 第5話「愛しき隣人」（2023年6月16日、WOWOW） - ヤス 役[36]
- 刑事7人 SEASON9 第5話「告白」（2023年7月5日、テレビ朝日） - 里中聡 役
- うちの弁護士は手がかかる（2023年10月13日 - 12月22日、フジテレビ） - 丸屋泰造 役[37][38]
- アイドル誕生 輝け昭和歌謡（2023年12月1日、NHK BSプレミアム4K / 2024年1月2日、NHK BS） - 谷川 役[39]
- アンメット ある脳外科医の日記（2024年4月15日 - 6月24日、関西テレビ・フジテレビ） - 西島秀雄 役[40]
- 燕は戻ってこない（2024年4月30日 - 7月2日、NHK) - 平岡 役
- 海に眠るダイヤモンド（2024年10月20日 - 12月22日、TBS） - 澤田（荒木）誠 役[41]
- 監察医 朝顔2025新春スペシャル（2025年1月3日、フジテレビ） - 府木原一郎 役[42]
- クジャクのダンス、誰が見た?（2025年1月24日 - 3月28日、TBS） - 遠藤力郎 役[43]
- 愛の、がっこう。（2025年7月10日 - 、フジテレビ） - 小川誠治 役[44][45]

### 配信ドラマ
- SICK'S 〜内閣情報調査室特務事項専従係事件簿〜（2018年 - 2019年、Paravi） - 玄野冥府 役
- Giri/Haji（2019年、NETFLIX、BBC） - エダ・ゴロウ 役
- ガンニバル（2022年12月28日、Disney+） - 後藤睦夫 役[46]
- ゲトレ夕暮れ大暴れ 第8話・第9話（2023年2月28日・3月7日、Paravi） - 酒向芳（本人） 役[47]
- THE DAYS（2023年6月1日、Netflix） - 峯岸 役[48]
- うちの弁護士は手がかかる #0（2023年10月13日 - 、FOD） - 丸屋泰造 役[49]
- 沈黙の艦隊 シーズン1 〜東京湾大海戦〜（2024年2月9日 - 、Amazon Prime Video） - 影山誠司 役[50]

### 舞台
- オンシアター自由劇場
  - クスコ
  - 幻の水族館
  - オー・ミスティク
  - マクベス
  - どた靴はいた青空ブギ
- 東京シェイクスピアカンパニー
  - 十二夜
  - リアの三人娘
  - ベニスの商人
- 二兎社
  - 時の物置
  - 僕の東京日記
  - 萩家の三姉妹
  - パパのデモクラシー
  - 兄帰る
  - 日暮町風土記
- その他
  - ゴロヴリョフ家の人々（新国立劇場）
  - 箱根強羅ホテル（新国立劇場）
  - 雨（新国立劇場）
  - ソウル市民（世田谷パブリックシアター）
  - 冬の入口（赤坂レッドシアター）
  - 上海バンスキング（Bunkamuraシアター・コクーン）
  - 十二夜（Bunkamuraシアターコクーン）
  - パーマ屋スミレ（新国立劇場）
  - こんにちは、母さん（新国立劇場）
  - 夏の夜の夢（新国立劇場）
  - 場所と思い出×冬の夜ばなし（レクラム舎）
  - ねずみ狩り
  - 大人の時間（THE・ガジラ）
  - ファウスト 2010（茅野市）
  - だるまさんがころんだ (燐光群）
  - アジア温泉（新国立劇場）
  - 明日を落としても（兵庫県立芸術文化センター 他）[51]

### ラジオドラマ
- 青春アドベンチャー（NHK-FM）
  - 赤と黒　第1部（2004年2月9日 - 27日）
  - 精霊の守り人（2006年8月7日 - 18日） - ジグロ・ムサ 役
  - 闇の守り人（2007年4月16日 - 27日） - ジグロ・ムサ 役
  - 世界でたったひとりの子（2009年1月19日 - 30日）
  - 魔岩伝説（2011年5月30日 - 6月17日）
  - 月蝕島の魔物（2012年7月23日 - 8月3日） - ディケンズ 役
  - 海に降る（2012年11月19日 - 30日） - 多岐司令 役
  - 獅子の城塞（2014年1月20日 - 31日）
  - 小惑星2162DSの謎（2014年5月26日 - 30日）
  - 白狐魔記　蒙古の波（2014年9月29日 - 10月10日）
  - 人喰い大熊と火縄銃の少女（2015年7月13日 - 24日）
  - アグリーガール（2015年10月5日 - 16日）
  - つばき、時跳び（2017年2月27日 - 3月10日） - 編集者・荒井 役
  - タイムライダーズ（2017年4月3日 - 21日）- アドルフ・ヒトラー 役
  - 斜陽の国ルスダン（2017年8月21日 - 25日）
  - 水晶宮の死神（2017年10月16日 - 27日） - ディケンズ 役
  - カーミラ（2018年3月5日 - 9日）
  - 武揚伝（2018年10月8日 - 26日） - 中島三郎助 役
  - 悠久のアンダルス（2020年7月27日 - 8月7日）
  - 黒十字の魔女　ヴィクトリア朝怪奇冒険譚外伝（2021年11月29日 - 12月10日） - ディケンズ 役
  - 太陽の城 月の砦（2024年2月26日 - 3月8日） - シールクーフ 役
  - 雨のスケッチブック（2024年6月24日 - 28日）
- 特集オーディオドラマ　見よ、蒼い空に白い星（2005年8月14日、NHK-FM）[52]
- FMシアター（NHK-FM）
  - アマンドラ（2005年9月17日） - ママボロ 役
  - 朝まだきの谷間（2007年9月8日） - ラファエル(語り) 役
  - 残置物処理班（2008年3月8日） - 隊長 役
  - 裁きの朝（2010年9月4日） - 看守長 役
  - さよなら、コロポックル（2011年12月10日） - 金井所長 役
  - エーテル（2012年9月15日） - 大江 役
  - あンときの約束（2014年7月26日） - 須藤の父 役
  - 故郷のわが家（2015年2月7日）
  - ケンタウルと天使の矢（2016年7月30日） - 見世物小屋のオヤジ 役
  - 丘の上の幸福（2018年4月7日）